# Comté d'Eddy (Nouveau-Mexique)
Pour les articles homonymes, voir Comté d'Eddy.
Le comté d’Eddy est l’un des 33 comtés de l’État du Nouveau-Mexique, aux États-Unis, à la frontière avec le Texas. Il a été fondé le 25 février 1889 et nommé en hommage à Charles W. Eddy, qui possédait un ranch dans le comté.
Son siège est Carlsbad.

## Comtés adjacents
- Comté d’Otero, Nouveau-Mexique (ouest)
- Comté de Chaves, Nouveau-Mexique (nord)
- Comté de Lea, Nouveau-Mexique (est)
- Comté de Loving, Texas (sud-est)
- Comté de Reeves, Texas (sud)
- Comté de Culberson, Texas (sud)

## Lieux d'intérêt ou protégés
- Black River Recreation Area.
- District historique de The Caverns.
- Guadalupe Back Country Byway.
- Indian Rock Shelter.
- Parc national des grottes de Carlsbad
- Painted Grotto.